# مارسيلو باجليرو
مارسيلو باجليرو (بالفرنسية: Marcello Pagliero)‏ هو مونتير وكاتب سيناريو ومخرج وممثل إيطالي وفرنسي، ولد في 15 يناير 1907 بلندن في المملكة المتحدة، وتوفي في 18 أكتوبر 1980 بباريس في فرنسا.

## أعمال

### أفلام
- (1945) روما - مدينة مفتوحة
- (1946) بايزا

## ترشيحات
- جائزة الأوسكار لأفضل كتابة، عن عمل: بايزا

## وصلات خارجية
- مارسيلو باجليرو على موقع IMDb (الإنجليزية)
- مارسيلو باجليرو على موقع الموسوعة البريطانية (الإنجليزية)
- مارسيلو باجليرو على موقع ألو سيني (الفرنسية)
- مارسيلو باجليرو على موقع أول موفي (الإنجليزية)
- مارسيلو باجليرو على موقع قاعدة بيانات الأفلام السويدية (السويدية)
- مارسيلو باجليرو على موقع قاعدة بيانات الفيلم (الإنجليزية)
- مارسيلو باجليرو على موقع كينوبويسك (الروسية)